# Oberea euphorbiae
Oberea euphorbiae — вид жесткокрылых из семейства усачей.

## Распространение
Распространён юго-восточной части и Центральной Европе.

## Описание
Жук длиной от 11 до 19 мм. Время лёта с мая по июнь.

## Развитие
Жизненный цикл длится год. Кормовым растением является молочай болотный (Euphorbia palustris).